# Bartolomé Garcia de Escañuela
Bartolomé García de Escañuela, OFM (8 de agosto de 1627 - 20 de novembro de 1684) foi um prelado católico romano que serviu como bispo de Durango de 1676 a 1684 e bispo de Porto Rico de 1670 a 1676.

## Biografia
Bartolomé García de Escañuela nasceu em Archidona, Espanha, e foi ordenado sacerdote na Ordem dos Frades Menores aos 24 de fevereiro de 1652. A 6 de outubro de 1670 foi nomeado pelo Rei da Espanha e confirmado pelo Papa Clemente X como Bispo de Porto Rico. Foi consagrado bispo em Madrid por Galeazzo Marescotti, Núncio Apostólico na Espanha. No dia 16 de novembro de 1676, foi nomeado pelo Rei da Espanha e confirmado pelo Papa Inocêncio XI como Bispo de Durango. Serviu como Bispo de Durango até à sua morte a 20 de novembro de 1684.